# Michael Ball (chanteur)
Pour les articles homonymes, voir Michael Ball et Ball.
Michael Ball (né le 27 juin 1962 à Bromsgrove dans le Worcestershire en Angleterre), est un acteur, chanteur et diffuseur anglais. Il a fait ses débuts dans le West End en 1985 en jouant Marius Pontmercy dans la production londonienne originale des Misérables, et a ensuite joué en 1987 en tant que Raoul dans The Phantom of the Opera. En 1989, il atteint la deuxième place du UK Singles Chart avec Love Changes Everything (en), une chanson tirée de la comédie musicale Aspects of Love, où il incarne Alex. Il a joué le rôle à Londres et à Broadway.
En 1992, Ball a représenté le Royaume-Uni au Concours Eurovision de la chanson de 1992, terminant deuxième avec la chanson One Step Out of Time. En 1995, il reprend le rôle de Marius dans Les Misérables: The Dream Cast in Concert (en). Ses autres rôles dans le West End incluent Giorgio dans Passion (1997) et Caractacus Potts dans Chitty Chitty Bang Bang (2002). Il a remporté à deux reprises le Laurence Olivier Award du meilleur acteur dans une comédie musicale. Il a gagné en 2008 pour son rôle d'Edna Turnblad dans Hairspray, puis en 2013 pour le rôle titre dans la renaissance de Sweeney Todd.
Ball a été nommé officier de l'Ordre de l'Empire britannique (OBE) lors des honneurs d'anniversaire de 2015 pour ses services au théâtre musical.